# Bathyphantes hirsutus
Bathyphantes hirsutus là một loài nhện trong họ Linyphiidae.
Loài này thuộc chi Bathyphantes. Bathyphantes hirsutus được George Hazelwood Locket miêu tả năm 1968.